# Formacja zakonna
Formacja zakonna – proces stopniowego doskonalenia się osoby, która złożyła śluby zakonne (lub inne podobne więzy) i współpracuje z łaską Bożą krocząc drogą charakterystyczną dla konkretnego instytutu, zgromadzenia lub zakonu (charyzmat zakonny).
Formacja dotyczy całego okresu przebywania osoby w zakonie, a nawet okresu poprzedzającego związanie się z instytutem (tzw. rozeznawanie powołania we współpracy z kierownikiem duchowym). Podstawowymi etapami formacji zakonnej są: postulat, nowicjat, okres po złożeniu ślubów czasowych oraz po złożeniu ślubów wieczystych aż do śmierci. Wszystkie etapy są jednakowo ważne i odznaczają się zintegrowaną pracą nad wszystkimi przymiotami osobowości. Formacja ma na celu osiągnięcie dojrzałości ludzkiej, w aspektach indywidualnym, społecznym i duchowym. Droga formacji skandowana jest przez naturalnie pojawiające się kryzysy, których właściwe przechodzenie jest gwarantem właściwego rozwoju osobowościowego.
Formacja w różnych instytutach posiada cechy wspólne jak i różnice, wynikające z charyzmatów konkretnych zgromadzeń i zakonów. Różnice wynikają również z rodzajów instytutów (żeńskie, męskie, kleryckie, laickie). Specyficzna jest także formacja osób zakonnych przygotowujących się do przyjęcia święceń kapłańskich.
Formacja zakonna opiera się na Piśmie Świętym, nauczaniu Kościoła, dokumentach własnych instytutów, takich jak np. Konstytucje czy Statuty partykularne. Jednym z podstawowych elementów właściwej formacji zakonnej jest bogate życie sakramentalne (codzienna Eucharystia oraz częsta spowiedź święta). Nieodzownym w formacji zakonnej jest również ciągłe pogłębianie znajomości duchowości i charyzmatu własnego instytutu (tzw. powrót do źródeł). Ten ostatni element został szczególnie podkreślony w dokumentach Soboru Watykańskiego II.